# ボルガリヤのアウラミイ
ボルガリヤのアウラミイ（ロシア語: Авраамий Болгарский, 英語: Avramii (Abraham) the Bulgar, ? - 1229年4月1日（ユリウス暦））はイスラームから正教に改宗し、のちに殺された人物。正教会で聖人（致命者）として崇敬されている。

## 来歴
イスラームが優勢なヴォルガ・ブルガールに生まれ、ムスリムとして育ったが、のちに正教に改宗した。正教の信仰を周りに広めようとしたため捕えられ、拷問を受け信仰を捨てるよう強要されたが、信仰を捨てる事がなかったため、四つ裂きにされ斬首され致命した。
ヴォルガ・ブルガールに住んでいた正教徒達によって埋葬されていた不朽体は、1230年にウラジーミルに移された。記念日は4月1日（ユリウス暦使用教会ではグレゴリオ暦の4月14日に相当）と、復活大祭後の第四主日である。